# Martin XB-51
Martin XB-51 – amerykański samolot bombowy o bardzo nowatorskiej jak na czas swojego powstania konstrukcji, zaprojektowany w wytwórni Glenn L. Martin Company pod koniec lat 40 XX wieku. Po wybudowaniu dwóch prototypów cały program został anulowany.

## Historia

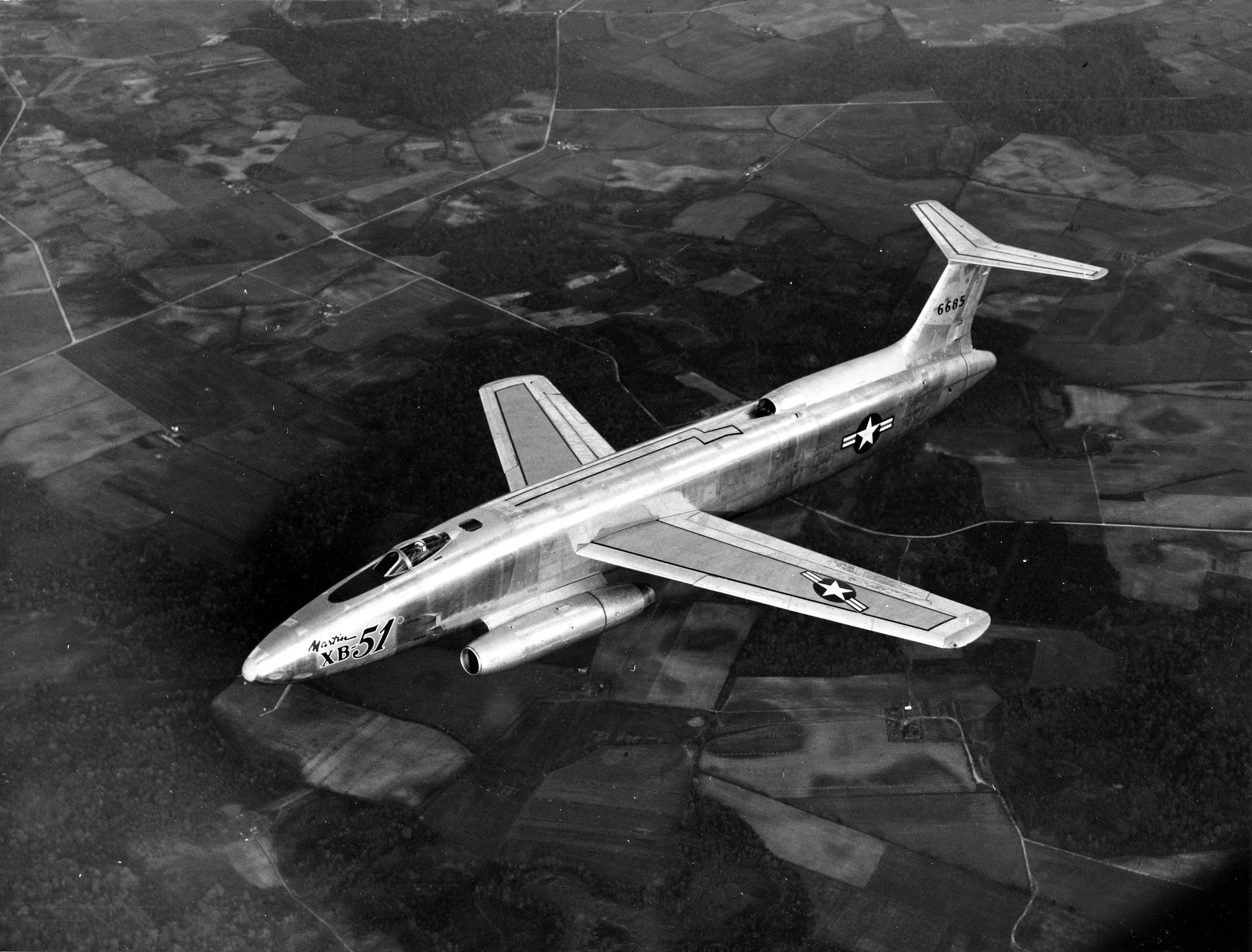
Pierwszy prototyp w locie

XB-51 powstał jako odpowiedź firmy Martin na zamówienie z 1945 roku United States Army Air Forces na samolot szturmowy i bombowy zdolny do atakowania celów naziemnych z niskich i średnich wysokości. Warunki techniczne jakie musiała spełniać nowa maszyna zostały określone w specyfikacji V-8237-1 określające parametry samolotu szturmowego pierwotnie oznaczonego jako XA-45 (litera A oznaczała ground attack/samolot szturmowy). W następnym roku zmieniono oznaczenie na XB-51 zastępując literę A literą B jak bomber/bombowiec. Do pierwszego lotu samolot (o numerze 46-685) wzniósł się 28 października 1949 roku. Drugi wybudowany prototyp (46-686) po raz pierwszy poleciał w 1950 roku, jednak dwa lata później, 9 maja 1952 roku, podczas wykonywania akrobacji na niskim pułapie uległ rozbiciu. Ostatecznie jednak zadania jakie pierwotnie miał wykonywać XB-51 powierzono maszynie Martin B-57 Canberra będącej amerykańską wersją brytyjskiego samolotu bombowego English Electric Canberra i w 1952 roku cały program budowy nowego bombowca został anulowany. Wytwórnia kontynuowała badania w locie pierwszego prototypu aż do 25 marca 1956 roku, kiedy i on uległ rozbiciu.

## Konstrukcja

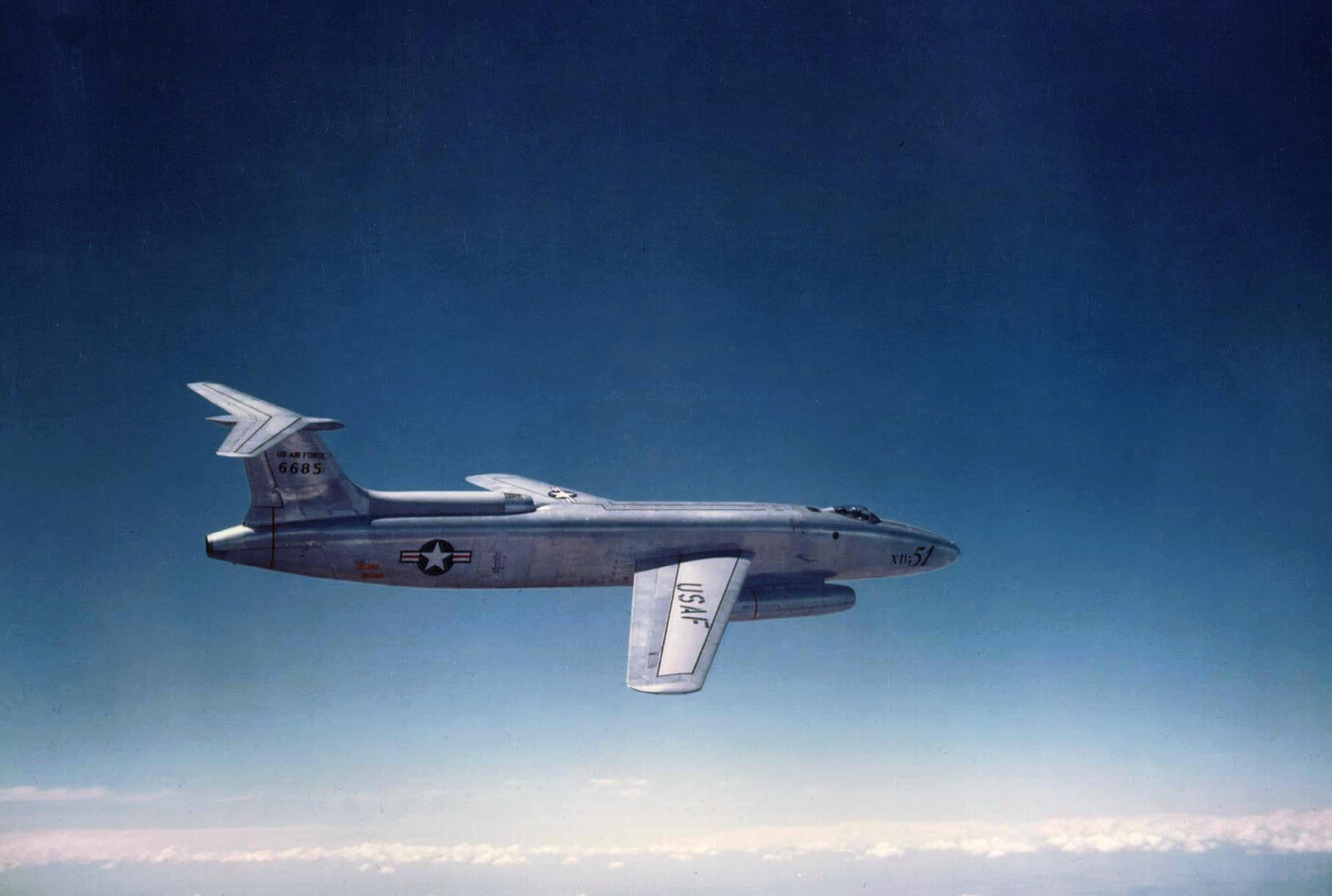
Ten sam samolot w innym ujęciu

XB-51 był wolnonośnym, dwuosobowym średniopłatem o całkowicie metalowej konstrukcji. Skrzydło o skosie 35° i ujemnym wzniosie wynoszącym 6° miało możliwość wychylania się wokół osi okuć tylnego dźwigara zmieniając kąt zaklinowania względem kadłuba. Dzięki takiemu rozwiązaniu samolot miał możliwość startu i lądowania przy zwiększonym kącie natarcia z zachowaniem kadłuba w pozycji równoległej względem powierzchni ziemi. Z mechanizmem tym sprzęgnięte były klapy, które wychylały się automatycznie przy zwiększonym kącie zaklinowania i chowały przy jego zmniejszaniu. Na krawędzi natarcia skrzydła znajdowały się sloty a na końcach skrzydeł, krótkie lotki pełniące również funkcję spoilerów. Kadłub o prostokątnym przekroju i półskorupowej konstrukcji. Usterzenie klasyczne, wolnonośne, skośne w kształcie litery T (statecznik poziomy na szczycie statecznika pionowego). Podwozie chowane do wnęk w kadłubie, jednotorowe z dwoma dwukołowymi zespołami. Na końcówkach skrzydeł wnęki dla jednokołowych zespołów wspornikowych zapobiegających tarciu skrzydeł o wzniosie ujemnym o powierzchnie ziemi. Zespół napędowych składał się z trzech silników, początkowo były to General Electric J47-GE-9 o ciągu 23,2 kN każdy, które zastąpione zostały mocniejszymi General Electric J47-GE-13. Dwa z nich umieszczono u dołu przedniej części kadłuba po obu jego stronach. Trzeci silnik był schowany w tyle kadłuba, wlot powietrza do tego silnika znajdował się na grzbiecie kadłuba za skrzydłami i długim tunelem prowadził do silnika, którego dysza wylotowa znajdowała się na końcu kadłuba. Podczas przelotów można było w celu oszczędzania paliwa wyłączać trzeci silnik.

## Uzbrojenie
W samolotach seryjnych planowano montowanie w dziobie samolotu ośmiu działek kalibru 20 mm. W kadłubie znajdowała się komora bombowa, w której można było przenosić do 4700 kg bomb. Samolot mógł być również uzbrajany w osiem rakiet HVAR umieszczanych zamiast bomb w komorze.